# 烏來泰雅民族博物館
烏來泰雅民族博物館，簡稱為烏來泰雅博物館，位於新北市烏來區烏來里烏來街，是一間為台灣原住民泰雅族而設立的博物館。於2005年9月正式開館運作之今。
烏來泰雅民族博物館位居烏來商圈入口處，為地上三層、地下一層之建築物，展示泰雅族的歷史淵源、生活環境、傳統習俗、祭典節慶等文化內涵，是瞭解台灣原住民文化的最佳去處之一。

## 外部連結
- 烏來泰雅民族博物館 （页面存档备份，存于）
- 烏來泰雅民族博物館——新北市觀光旅遊網 （页面存档备份，存于）
- 烏來泰雅民族博物館——交通部觀光局 （页面存档备份，存于）